# 현대고등학교 (울산)
현대고등학교(現代高等學校)는 대한민국 울산광역시 동구 서부동에 있는 사립 고등학교이다.

## 학교 연혁
- 1976년 7월 1일 : 학교법인 「현대학원」 설립, 정주영 이사장 취임
- 1983년 11월 21일 : 현대고등학교 일반계 18학급 설립인가
- 1984년 3월 1일 : 이원석 초대 교장 부임
- 1984년 3월 6일 : 제1회 6학급 신입생 입학
- 1984년 3월 23일 : 개교식 및 교사 준공식
- 1986년 5월 30일 : 실내 체육관 준공
- 1987년 3월 20일 : 남자 축구부 창단
- 1990년 7월 17일 : 정몽준 제2대 이사장 취임
- 1999년 11월 12일 : 학칙개정(남녀공학)
- 2002년 5월 8일 : 신관 개관(음악, 미술, 화학, 생물, 체육)
- 2005년 9월 30일 : 인조잔디 운동장 조성
- 2009년 9월 11일 : 급식소 개관(본관 1층, 총 432석)
- 2015년 1월 2일 : 여자 축구부 창단
- 2016년 10월 27일 : 오연천 제4대 이사장 취임
- 2023년 3월 9일 : 고교학점제 대비 학점제형 교과교실제 공간 조성
- 2025년 2월 6일 : 제39회 졸업식(188명, 총 졸업생 수 14,916명)
- 2025년 3월 1일 : 제14대 김태형 교장 취임
- 2025년 3월 4일 : 제41회 입학식(8학급 총 220명 남 111명, 여 109명)

## 참고 자료
- 현대고등학교 - 한국교육학술정보원 학교알리미